# Laced/Unlaced
Laced/Unlaced è un album strumentale del 2007 di Emilie Autumn.
Il primo disco, Laced, è una riedizione del suo primo album On a Day..., una compilation di registrazioni caratterizzate dalla presenza esclusiva del violino classico autoprodotta dall'artista nel 2000, con l'aggiunta di cinque registrazioni dal vivo.
Il secondo disco, Unlaced, contiene invece tracce inedite eseguite con il violino elettrico in stile violindustrial, ossia accompagnate da strumentazione tipicamente industrial e in particolare da clavicordi e sintetizzatori.
L'edizione limitata, uscita il 9 marzo 2007 con una tiratura di 2000 copie vendute in tutto il mondo, contiene un booklet. La versione jewelcase è stata commercializzata il 15 giugno.

## Tracce

### Primo disco
1. La Folia (Corelli) - 10:18
2. Recercada (Ortiz) - 1:43
3. Largo (Bach) - 4:02
4. Allegro (Bach) - 3:21
5. Adagio (Leclair) - 3:36
6. Tambourin (Leclair) - 1:52
7. Willow (Emilie Autumn) - 5:49
8. Revelry (Emilie Autumn) - 1:56
9. On A Day... (Emilie Autumn) - 2:30
10. Prologue (Live) (Emilie Autumn)
11. Sonata for Violin & Basso Continuo (Live) (Lonati)
12. Chaconne (Live) (Vitali)
13. La Folia (Live) (Corelli)
14. Epilogue (Live) (Emilie Autumn)

### Secondo disco
1. Unlaced (Emilie Autumn) - 3:26
2. Manic Depression (Emilie Autumn) - 5:25
3. Leech Jar (Emilie Autumn) - 4:14
4. A Strange Device (Emilie Autumn) - 4:16
5. A Cure (Emilie Autumn) - 3:06
6. Syringe (Emilie Autumn) - 3:23
7. Cold (Emilie Autumn) - 3:02
8. Face The Wall (Emilie Autumn) - 6:50